# Гавелка (кафе)
Кафе «Гавелка» (нем. Café Hawelka) — венское артистическое кафе.

## История
Открыто в 1939 году Леопольдом Гавелкой и его женой Йозефиной, урождённой Данцбергер, в центре Вены на месте прежнего бара начала XX века (Доротеергассе, 6). В пятидесятые годы завсегдатаями здесь были Хаймито фон Додерер, А. П. Гютерсло, в 1960-е годы — Ф. Ахляйтнер, Х. К. Артман, К. Байер, Э. Фукс, Фриденсрайх Хундертвассер, Р. Хауснер, О. Вернер и др.

## Нынешнее состояние
Йозефина умерла в 2005 году, Леопольд в столетнем возрасте — в 2011 году. Сегодня кафе владеет их сын Гюнтер.